# Вот на доверие (предаване)
Вижте пояснителната страница за други значения на Вот на доверие.
„Вот на доверие“ е ТВ игра, излъчвана по bTV от 2004 до 2006 г. Предаването се излъчва всеки делник от 18:30 часа.

## За играта
Участниците отговарят на 20 въпроса. Времето за отговор е 10 секунди. При верен отговор се увеличава сумата спечелена, а следващият играч има две възможности: да запази в касата спечелената сума и да отговаря на въпрос от най-ниска стойност или да не запазва сумата и да отговаря на въпрос от по-висока стойност. При грешен отговор участникът се връща при отговор от най-ниска стойност и губи спечелената сума.
Във финалната игра за седмицата се класират двама играчи. Единият е получил „вот на доверие“ от зрителите, а другият най-висок личен резултат за изминалите четири дни. В този директен сблъсък се излъчва победителят, който взима цялата сума, плюс парите които ще спечели на финала. Въпросите тук са 10, като пръв отговаря състезателят събрал по-голям личен резултат. Тук всеки играч има собствена верига от въпроси, която трябва да изиграе по най-добрия начин. Победител е този, който след задаването и на десетте въпроса от неговата верига е натрупал в своята каса повече пари.